# Neocoelidiana mella
Neocoelidiana mella är en insektsart som beskrevs av Delong 1953. Neocoelidiana mella ingår i släktet Neocoelidiana och familjen dvärgstritar. Inga underarter finns listade i Catalogue of Life.